# Р-29РМУ2
Р-29РМУ2 «Синева́» (код СНВ РСМ-54, по классификации НАТО — SS-N-23 Skiff) — российская трёхступенчатая жидкостная, с последовательным расположением ступеней, баллистическая ракета подводных лодок 3-го поколения. Используется в ракетных комплексах Д-9РМУ2, размещаемых на стратегических подводных крейсерах проекта 667БДРМ «Дельфин». Р-29РМУ2 является усовершенствованием ракеты Р-29РМ, разработанной в 1986 году.
Принята на вооружение 9 июля 2007 года.
Планируется выпуск около ста ракет.

## История
Ракета является модификацией комплекса Р-29РМ (РСМ-54), принятого на вооружение в 1986 году. В 1996 году серийное производство этих комплексов было прекращено, но в 1999—2000 годах возобновлено после проведения опытно-конструкторских работ по модернизации изделий. Возобновление производства было обусловлено истечением срока службы (10 лет) находящихся на вооружении ракет Р-39 и с проблемами при разработке новых комплексов «Барк», а впоследствии — «Булава».
В 1999 году начались работы по новой модификации ракет, которая получила новое обозначение Р-29РМУ2 «Синева», сохранив договорное «РСМ-54».
В новой модификации несколько изменились размеры ступеней, была повышена устойчивость к воздействию электромагнитного импульса, установлен новый комплекс средств преодоления ПРО и система спутниковой навигации. Система управления выполнена на новом вычислительном комплексе «Малахит-3».
В 2004 году были завершены лётные испытания ракеты и  работы по современным высокоскоростным боевым блокам среднего класса ОКР «Станция» и «Станция-2», после чего началось их размещение на ракетах проекта «Синева». В соответствии с договорными обязательствами, дублирующее оснащение (4 боевых блоков мощностью 500 кт) стало основным снаряжением ракет. Новый блок не уступает боеголовке W-88 «Трайдент-II» (475 кт). В ходе модернизации за счёт уменьшения веса боевого блока был получен дополнительный ресурс по дальности и внедрены средства РЭБ. Также за счет модернизации систем управления в два раза улучшен такой немаловажный показатель как КВО. 9 июля 2007 года Президент России В. В. Путин подписал указ о принятии ракеты на вооружение Военно-Морского Флота.
11 октября 2008 года в рамках учений Стабильность-2008 в Баренцевом море с борта атомной подводной лодки «Тула» из подводного положения был произведён запуск ракеты «Синева», которая установила рекорд дальности полёта в 11 547 км и упала в экваториальной части Тихого океана. За пуском ракеты с борта ТАКР «Адмирал Кузнецов» наблюдал президент России — Дмитрий Медведев, демонстрировалось прикрытие надводным флотом развёртывания подлодок с межконтинентальными баллистическими ракетами. Таким образом, максимальная дальность «Синевы» превысила максимальную дальность ракеты ВМС США «Трайдент-II» (11 300 км): российский флот сможет развёртывать подлодки у своих берегов под защитой надводного флота, что резко повышает боевую устойчивость лодок.
Вечером 6 августа 2010 года с борта атомной подводной лодки «Тула» был проведён успешный запуск двух ракет Р-29РМУ2 «Синева» из акватории Баренцева моря по полигону Кура на Камчатке. Ракеты были запущены в залпе. МСЯС России выполнили такую задачу после длительного перерыва, а залповый запуск Р-29РМУ2 «Синева» был выполнен впервые.
26 апреля 2011 года с борта атомной подводной лодки «Екатеринбург» был проведён успешный запуск ракеты Р-29РМУ2 «Синева» из акватории Баренцева моря по полигону Кура на Камчатке. Пуск произведён из подводного положения, боевые блоки ракеты прибыли на полигон в установленное время.
27 июля 2011 года с борта атомной подводной лодки «Екатеринбург» был проведён успешный запуск ракеты Р-29РМУ2 «Синева». По данным Минобороны, пуск был осуществлен в акватории Баренцева моря из подводного положения. Боевые блоки «Синевы» достигли полигона «Кура» на Камчатке в расчетное время.
5 ноября 2014 года с борта атомной подводной лодки «Тула» был проведён успешный запуск ракеты Р-29РМУ2 «Синева». По данным Минобороны, пуск был осуществлен в акватории Баренцева моря из подводного положения. Боевые блоки «Синевы» достигли полигона «Кура» на Камчатке в расчетное время.
12 декабря 2015 года с борта атомной подводной лодки «Верхотурье» был проведён успешный запуск ракеты «Синева». По данным Минобороны, пуск был осуществлен в акватории Баренцева моря из подводного положения. Межконтинентальная баллистическая ракета успешно поразила заданную цель на полигоне «Кура» на Камчатке.
17 октября 2019 года в рамках учений «Гром-2019» был проведен пуск баллистической ракеты Р-29РМУ2 «Синева» с подводной лодки К-18 «Карелия» из подводного положения, ракета успешно поразила заданную цель на полигоне «Кура» на Камчатке.
25 октября 2023 года в рамках тренировки стратегических сил сдерживания в Баренцевом море с борта атомной подводной лодки «Тула» из подводного положения был произведён успешный запуск ракеты «Синева».

## Конструкция
Ракета трёхступенчатая с последовательным расположением ступеней. Корпуса ступеней выполнены из алюминиево-магниевого сплава. Система управления: автономная инерциальная с астрокоррекцией и коррекцией по навигационным спутникам системы «Ураган» (Глонасс). Для повышения точности подрыва блока в воздухе внедрён специальный радиодатчик. Головная часть может оснащаться четырьмя высокоскоростными малоразмерными неуправляемыми боевыми блоками мощностью 500 кткаждый, выполненных из углеродного волокна методом намотки ткани объёмного плетения, с острым углерод-углеродным наконечником, выполненным из материала 4КМС-Л (крепление к корпусу — байонетного типа), подобное плетение исключает обнуление угловой скорости при полёте в атмосфере. Скорость полёта блока в атмосфере сверхзвуковая и намного выше блоков предыдущего поколения.

## Р-29РМУ2.1 «Лайнер»
В 2011 году российские военные провели успешные испытания ракеты Р-29РМУ2.1 «Лайнер» с подводных лодок К-84 «Екатеринбург» и «Тула». По окончании испытаний
Р-29РМУ2.1 «Лайнер» была рекомендована к серийному производству и принятию на вооружение. Принята на вооружение в январе 2014 года.
Ракета разработана в ГРЦ им. Макеева, производится на мощностях АО «Красноярский машиностроительный завод».

## Носители
Носителями ракет Р-29РМУ2 «Синева» являются атомные подводные крейсеры проекта 667БДРМ «Дельфин». Перевооружение на комплекс Д-9РМУ2 осуществляется при проведении среднего ремонта. По состоянию на 2017 год, модернизированный комплекс установлен на 6 из 7 АПЛ этого проекта, 5 из них находятся в строю, К-114 «Тула» — на ремонте и модернизации, БС-64 «Подмосковье» — в конце 2016 года переоборудована для подводных спецопераций.

## Тактико-технические характеристики
- Максимальная дальность: 8300 км — 11 547 км[23] в зависимости от забрасываемого веса.
- Забрасываемый вес (масса ГЧ): до 2800 кг[24]
- Стартовая масса: 40,3 тонны[25]
- Тип ГЧ: РГЧ ИН:
  - до десяти боевых блоков индивидуального наведения мощностью 100 кт каждый[26] (по договору СНВ-3 на БРПЛ можно устанавливать не более 4 боевых блоков)
  - 4 перспективных блока индивидуального наведения мощностью 500 кт каждый с усиленными средствами противодействия ПРО
- Точность (круговое вероятное отклонение): 250 м[27]
- Предельная глубина пуска: 55 м
- Длина: 14,8 м
- Диаметр: 1,9 м
- Количество ступеней: 3
- Тяга первой ступени 100 т[28]
- Носители: Подводные лодки проекта 667БДРМ «Дельфин»

## Оценка проекта
Немецкими специалистами ракета РСМ-54 «Синева» была названа «шедевром морского ракетостроения». Однако дальнейшие работы по модернизации ракет и новому боевому оснащению ограничены сроком службы носителей ракет — подводных лодок проекта 667БДРМ «Дельфин» до 2030 года.
Для замены ракеты «Булава» разработчиками «Синевы» была предложена модификация Р-29РМУ3, c восемью боевыми блоками индивидуального наведения малого класса мощности ЗГ-32 с комплексом средств преодоления противоракетной обороны или десять таких же блоков без КСП ПРО. Тем не менее, по данным главнокомандующего Военно-морским флотом РФ адмирала Владимира Высоцкого, атомные подводные лодки проекта 955 «Борей» не будут перевооружаться баллистической ракетой «Синева».
Недостатки
- общие недостатки, присущие ракетам с ЖРД — повышенная шумность носителя (РПКСН) из-за большего количества оборудования для обслуживания ракет,
- требуется большее время для подготовки к пуску («мокрый старт»),
- токсичность компонентов топлива,
- сложность обслуживания.

Достоинства
- высокое энергомассовое совершенство

### Перспективы
27 августа 2016 года.
Красноярский машиностроительный завод выполняет государственный оборонный заказ по поставкам межконтинентальных баллистических ракет (МБР) «Синева» в полном объёме и в установленные сроки, — сообщил гендиректор предприятия Александр Назарько.
«Госзаказ 2016 года по ракетам „Синева“ будет выполнен своевременно и полностью. Все комплектующие изготовлены, завершается сборка изделий», — доложил гендиректор АО «Красмаш» министру обороны России генералу армии Сергею Шойгу.
6 октября 2016 года.
Красноярский машиностроительный завод по заказу Минобороны РФ изготовит ещё одну партию межконтинентальных баллистических ракет (МБР) «Синева», — заявил журналистам новый гендиректор предприятия Владимир Колмыков. «Реконструкция (предприятия) одновременно с изготовлением той темы, о которой говорим и продолжаем производить — темы „Синевы“. Минобороны принято на сегодняшний момент решение изготавливать ещё одну товарную партию, что, естественно, скажется на загрузке предприятия», — сказал Колмыков.